# 杜鹏程
杜鹏程（1922年4月8日—1991年10月27日），陕西韩城人，中国当代作家。他的《保卫延安》是中华人民共和国成立初期小说的代表作之一。其写作风格是粗犷雄壮、气氛热烈、笔力挺拔，把人物放在矛盾的焦点。

## 生平

### 早年
1922年4月28日，杜鹏程出生在陕西省韩城市夏阳乡苏村。那里的杜姓尊杜世英为始祖。杜鹏程的家座落在苏村东巷，那是贫苦人家的居住地。他原名杜红喜，上两辈都是农民。父亲杜宝成(1887年-1923年)先后当过农民、石油工人、邮政工人和军人，在杜鹏程2岁时去世。母亲杜赵氏(1902年一1952年)是家庭妇女。 1927年杜鹏程在本村上过一年私垫。1928年至1929年在城里的私塾学习了《论语》、《孟子》。9岁时候，民国十八年年馑大飢，入基督教孤儿院。1932年至1933年，入县城明伦堂小学学习《国文》和《算学》。后因家境贫困辍学。1934年，他成为一家商店的学徒，接触了《三国演义》、《水浒》，《封神演义》等书。
1935年，他来到西庄镇第三高小办公半读。36年夏报考同州师范学校，未果，继续在高小读书直到1937年底。读书期间接触了鲁迅、蒋光慈、范长江、邹韬奋、高尔基等人的作品。1937年3月，参加了中国共产党的外围组织“中华民族解放先锋队”，参与了各种抗日宣传活动。1938年上半年，赴县城内“少年书报社”工作，并在那里看到了抗日军政大学、陕北公学的招生广告。夏初，终于和同学晋苍奎一起奔赴延安。

### 延安时期
1938年6月，杜鹏程抵达延安，入抗日军政大学分校学习。不久，又被分到鲁迅师范学校，1938年底结业。被陕甘宁边区政府分至延川县教育科。在那儿，老乡长给他改名为“杜鹏程”，取“鹏程万里”之意。杜鹏程进行了2年的乡村教育，进行扫盲和成人教育的工作。为丰富乡里的文艺生活，他有时也写些歌词、剧本。1939年下半年，调至延川县民众教育馆（相于现在文化馆）工作，并编辑《老百姓报》。
1940年，调至永胜区寺村学校当教员，获县教育科表彰。次年8月离开了延川，入延安大学学习。其间学习了英语和世界语，阅读大量文艺、哲学书籍，1944年结业。后被分至七里铺战时工厂作基层工作。1945年10月，正式加入中国共产党。第二次国共内战爆发后，被调入《西北新闻社》从事新闻工作。

### 创作生涯
1947年初，杜鹏程被调至《边区群众报》报社。3月，延安保卫战爆发，杜鹏程被派往前线当随军记者。他跟随王震带领的独立旅第十团，其间写了许多剧本和散文，并为后来《保卫延安》的创作打下了基础。1949年随军进入新疆，与西北农学院附中女学生张文斌结婚，并当上了新华社第一野战分社主编，驻扎喀什。在其后的几年，他忙于《保卫延安》的创作，终于在1954年完稿。书中塑造了副总司令员、旅、团、营、连各级干部，直到战士、炊事员等一系列人物的群像。
《保卫延安》出版后，杜鹏程被调至西安作协当专职作家。他在西安铁路第六工程局生活十多年，历任过工程处副书记、宣传部副部长、审干办公室主任、基层工会主席等职，先后到过黎滋线、宝成线、三门峡、陇海路、西韩路、成昆线、大庆油田等建设工地。1958年还访问了一些东欧国家。
1957年，中篇小说《在和平的日子里》出版，该书塑造了一批社会主义建设者的形象(包括党的领导干部、知识分子和工人群众等)，赞美共产主义者，批判了个人主义者。1962年出版小说集《年青的朋友》，包括短篇《延安人》、《工地之夜》、《夜走灵官峡》等，这些作品揭示了生活中刚显露的一些问题。1960年出版《速写集》，收入本时期主要的散文特写、消息通讯、报告文学和文学杂谈等二十二篇。杜鹏程还酝酿了又一部反映社会主义现实生活的长篇小说《太平年月》，但未能出版。
1963年，《保卫延安》被禁。文化大革命中，杜鹏程遭到迫害，但仍坚持写作。1977年发表短篇《历史的脚步声》。1980年随巴金访问日本，并当选中国作家协会理事。1991年10月27日，在西安因病逝世。

## 作品
- 《保卫延安》长篇小说，1954 人民文学出版社
- 《在和平的日子里》中篇小说，1959 东风文艺出版社
- 《年青的朋友》短篇小说集，1962年，包括《延安人》、《工地之夜》、《夜走灵官峡》等，
- 《速写集》1960年，收入散文特写、消息通讯、报告文学和文学杂谈等22篇。

文集
- 《杜鹏程小说选》1984 四川人民出版社
- 《杜鹏程文集》（共四卷）2008 陕西人民出版社